# Cleiton Sia
Cleiton Sia (geb. 1990 in Brasilien), auch als Clayton Sia bekannt, ist ein brasilianischer Musicaldarsteller, Tänzer, Sänger und Performer. Unter dem Künstlernamen Oxa tritt Sia als Dragqueen auf.

## Leben
Sia wuchs eigenen Angaben zufolge als Pflege- und Adoptivkind auf einem Bauernhof in Taquarituba, rund 300 km von der brasilianischen Stadt São Paulo entfernt, auf. Als Tänzer beherrscht Sia klassisches Ballett, Modern Dance, Hip-Hop, Latin und Akrobatik. Seit 2015 lebt und arbeitet Sia in Deutschland.
2019 erklärte sich Sia als genderfluid, als nicht nur männlich oder nur weiblich. „Ich bin Mann, ich bin Frau, ich bin Transgender, ich bin Performer, Tänzer und Sänger!“, sagte Sia als „Oxa“ über sich selbst.

## Karriere
Im Jahr 2011 belegte Sia den zweiten Platz in der brasilianischen Fernseh-Tanzshow „Se Ela Dança, Eu Danço“, Ableger der von Simon Fuller entwickelten Show „So You Think You Can Dance“. Im darauf folgenden Jahr gewann Sia den nationalen Tanzwettbewerb „¡Q'Viva!: The Chosen“ und trat anschließend sechs Monate lang als Background-Tänzer für Jennifer Lopez in Las Vegas auf.
Sia wirkte als Darsteller, Tänzer und Sänger in folgenden Musicals mit:
- 2013: „O Rei Leão“ („König der Löwen“) in Brasilien[4]
- 2015: „Tarzan“ im SI-Centrum, Stuttgart, Deutschland[5]
- 2016–2017: „Tarzan“ im Metronom, Oberhausen als Terk[6][7]
- 2017–2018: „Kinky Boots“ im Hamburger Operettenhaus als Angel, Schiedsrichter (In This Corner), Cover für Lola[8]
- ab Oktober 2019: „West Side Story“ im Staatstheater Nürnberg als Chino[9]
- ab November 2022 (unter dem Namen Oxa): Moulin Rouge im Musical Dome in Köln als Baby Doll[10][11][12][13]

### Oxa
Als Drag-Queen „Oxa“ tritt Sia seit 2018 außerdem bei der Partyreihe „Animal Zircuz“ auf der Reeperbahn in Hamburg auf.
Im Januar 2019 gewann Oxa den jährlichen Nachwuchswettbewerb des Hamburger Travestietheaters Pulverfass Cabaret.
Im Oktober 2019 kam Oxa bis ins Halbfinale bei „The Voice of Germany“.
2021 war Oxa Teil des Autorenteams des zypriotischen Beitrags für den Eurovision Song Contest 2021.
Der Name Oxa wird seit 2022 auch im Zusammenhang mit Sia’s Darstellungen in Musicals verwendet.